# Colonia Ignacio Allende, Tlaxcala
Colonia Ignacio Allende är en ort i Mexiko.   Den ligger i kommunen Cuapiaxtla och delstaten Tlaxcala, i den sydöstra delen av landet, 140 km öster om huvudstaden Mexico City. Colonia Ignacio Allende ligger 2 502 meter över havet och antalet invånare är 1 693.
Terrängen runt Colonia Ignacio Allende är platt åt sydväst, men åt nordost är den kuperad. Terrängen runt Colonia Ignacio Allende sluttar söderut. Runt Colonia Ignacio Allende är det ganska tätbefolkat, med 104 invånare per kvadratkilometer. Närmaste större samhälle är Huamantla, 15,5 km väster om Colonia Ignacio Allende. Trakten runt Colonia Ignacio Allende består till största delen av jordbruksmark.